# Spider-Man Theme Song
Spider-Man Theme Song è la sigla del cartone animato del 1967 L'Uomo Ragno ed è diventata un popolare standard musicale. Il testo fu scritto dal compositore vincitore dell'Academy Award Paul Francis Webster, mentre la musica fu composta da Bob Harris. I primi versi della canzone "Spider-Man, Spider-Man, does whatever a spider can" sono diventati un marchio del personaggio.
Il brano presenta molte similitudini con due canzoni boogie degli anni sessanta Boogie Stop Shuffle di Charles Mingus del 1959, e Bru's Boogie Woogie di Dave Brubeck del 1961, ed è probabilmente basato su di esse.
Il film del 2002 Spider-Man e Spider-Man 2 del 2004 hanno utilizzato il brano nel corso della pellicola, oltre che durante i titoli di coda. Il primo capitolo della saga utilizza proprio la versione originale del 1967, mentre il secondo utilizza la cover del 2004 di Michael Bublé (vedere sotto). Anche in Spider-Man 3 la melodia del brano viene usata nella scena in cui Spider-Man arriva durante i festeggiamenti.
Nel 2017, nella nuova rivisitazione cinematografica Spider-Man: Homecoming, il brano viene presentato in versione orchestrale durante i titoli di testa, unito alla classica presentazione grafica e sonora del logo Marvel.

## Cover
I seguenti artisti hanno eseguito nel corso della loro carriera una cover del brano:
- Aerosmith
- Apollo 440
- Michael Bublé (vedere sotto)
- The Distillers
- Hyannis Sound
- Brian May
- Moxy Früvous
- The Mr. T Experience.
- Ramones
- Sei Ottavi
- The String Cheese Incident
- Tenacious D
- Ugress
- Jack Black
- Campionata da Will Smith per il brano "Here He Comes"
- Campionata da Timbaland per il brano "Here We Come", insieme a Missy Elliott & Magoo.

Inoltre è diventata piuttosto celebre la versione-parodia "Spider-Pork" ("Spider-Pig" in originale) canticchiata dal personaggio di Homer Simpson nel film I Simpson - Il film

## Cover di Michael Bublé
Michael Bublé ha registrato la propria versione di Spider-Man Theme Song per la colonna sonora del film Spider-Man 2, riarrangiandola in chiave jazz. Il brano ha ottenuto un grande successo, soprattutto in Italia, dove il singolo è arrivato fino alla seconda posizione dei dischi più venduti.

## Tracce
1. Spider-Man Theme (Junkie XL Remix)
2. Sway (Junkie XL Remix)
3. Sway (The Passengerz European Mixshow)
4. Sway (Ralphi's Salsation Vox)
5. Sway (Ralphi's Dark Rhumba Dub)

## Classifiche internazionali
| Anno | Classifica | Massima Posizione |
| ---- | ---------- | ----------------- |
| 2004 | Finlandia  | 15                |
| 2004 | Italia     | 2                 |
| 2004 | Australia  | 21                |

## Andamento del singoli in Italia
| Posizione | 7 | 8 | 6 | 5 | 2 | 4 | 9 | 12 | 9 | 8 | 14 | 14 | 12 | 12 | 14 | 15 | 11 | 15 | 17 | 11 |